# Stanisław Brzostowski (poseł)
Stanisław Brzostowski herbu Strzemię (ur. 25 listopada 1880 w Teresówce, zm. 12 maja 1952 w Warszawie) – polski inżynier, przedsiębiorca, działacz społeczny i polityczny, poseł na Sejm Litwy Środkowej i na Sejm Ustawodawczy w II RP.

## Życiorys
Uczył się w gimnazjum w Żytomierzu i w Warszawie. W latach 1904–1905 studiował na politechnice w Warszawie. W 1907 roku przeniósł się na Politechnikę Lwowską, gdzie w 1910 roku obronił dyplom inżyniera.
W czasie studiów działał w organizacji studenckiej „Zjednoczeniu”. Za udział w strajku szkolnym w 1905 roku został uwięziony na Pawiaku. Po wyjściu z więzienia udał się do Lwowa, gdzie działał rozpoczął działalność w Związku Młodzieży Polskiej „Zet”. Współorganizował Związek Młodzieży Polskiej „Przyszłość” w Rosji i w Wilnie, gdzie zaczął pracę po skończeniu studiów. W 1915 roku został ewakuowany do Moskwy. W 1918 roku aresztowany przez bolszewików i uwięziony na Łubiance. Został zwolniony z więzienia, lecz niedługo później aresztowany ponownie. W końcu zbiegł i powrócił do Wilna.
W 1922 roku został wybrany posłem na Sejm Litwy Środkowej z listy Polskiego Centralnego Komitetu Wyborczego w okręgu IX (Wilno – miasto). Był członkiem i wiceprezesem klubu Zespołu Stronnictw i Ugrupowań Narodowych, gdzie reprezentował Narodowe Zjednoczenie Ludowe. Był członkiem komisji: głównej, regulaminowej, politycznej i interpelacyjnej. W wyborach w 1922 roku startował z listy nr 12 – Polskie Centrum, jednak nie zdobył mandatu.
Od 1925 roku prowadził w Wilnie własne przedsiębiorstwo. Był m.in. współwłaścicielem spółki akcyjnej „Dziennik”, która wydawała „Dziennik Wileński”.
Po II wojnie światowej repatriowany z ZSRR. Zmarł w Warszawie w 1952 roku. Został pochowany na Cmentarzu Bródnowskim.

## Życie prywatne
Był synem Andrzeja Ksawerego Brzostowskiego i Marii z Wielobyckich. Ożenił się z hrabianką Janiną z Brzostowskich, z którą miał syna Tadeusza i trzy córki: Barbarę, Krystynę i Marię.